# José Antonio de Ecay y Múzquiz
José Antonio de Ecay-Múzquiz Vera (c. 1660 -1738) fue un explorador, militar y funcionario en servicio de la Corona de Castilla conocido por su desempeño como gobernador interino de las provincias novohispanas de Coahuila y Texas, así como por la comandancia del presidio de San Juan Bautista del Río Grande. Fue pariente de Melchor Múzquiz, 5º presidente de México.

## Nacimiento y familia
Múzquiz nació en la ciudad de Monclova, en Coahuila (actual México). Hijo de Antonio Ecay-Múzquiz Urrutia (nacido en 1660) y de Vicenta Vera, fue probalmente el hermano de José Francisco Joaquín Ecay-Múzquiz Vera, abuelo del futuro presidente de México Melchor Múzquiz. Si bien, algunas fuentes señalan que José Francisco, más que su hermano, podría haber sido hijo suyo.

## Carrera

### Expedición de Diego Ramón

Provincias de Coahuila y Texas

En 1707, Múzquiz acompañó al exgobernador de Coahuila y comandante del presidio de San Juan Bautista del Río Grande, el teniente, capitán, cabo y caudillo Diego Ramón, en su viaje desde dicho presidio al río Nueces, en Texas. Múzquiz llevó consigo las tropas que guarnecían el mencionado presidio ya que estas debían castigar a los pueblos originarios rebeldes de la zona, los cuales los solían atacar, y buscar, reclutar y enviar a las misiones de San Juan Bautista a las personas originarias que habían sido recientemente convertidos al cristianismo. Múzquiz también se encargó de firmar el informe elaborado con respecto al viaje hacia el río Nueces.

### Actividad política

#### Gobernación deCoahuila y Texas
En 1717 Múzquiz fue nombrado gobernador interino de las provincias de Coahuila y Texas, cuando ambas provincias eran gobernadas desde Monclova. Sin embargo, su administración no tuvo el apoyo de todos, pues rechazó las peticiones de determinados religiosos. Así, cuando el franciscano Antonio de Olivares le pidió un escolta para que lo protegiera en su viaje hacia San Antonio de Béxar, en Texas, donde reestablecería la misión de San Francisco Solano (dando lugar a la misión de El Álamo), Múzquiz le negó su solicitud. 

Ubicación del presidio de San Juan Bautista del Río Grande

Su administración como gobernador fue breve y, a los pocos meses de tomar el cargo, el 5 de agosto del mismo año (1717), fue reemplazado por Martín de Alarcón.

#### Comandancia del Presidio deSan Juan Bautista del Río Grandey alcaldía deMonclova
Su colaboración con Diego Ramón en su expedición hacia el río Nueces dio frutos ya que, tras la muerte de Ramón en 1724, Múzquiz ocupó su lugar como comandante del Presidio de San Juan Bautista del Río Grande.  Asimismo, durante 1726 y 1727 se desempeñó como alcalde de Monclova, mientras continuaba en la comandancia del presidio. Como figura clave del presidio, continuó ayudando en las expediciones de la provincia.  

### Últimas expediciones

#### Expedición de Berroterán y colonización canaria
Así, en 1729, Muzquiz colaboró con el comandante de los presidios de Mapimí y Conchos, José de Berroterán, para formar su expedición hacia la Junta de los Ríos, avanzando a través del río Grande; mientras que en 1731 envió una tropa de San Juan Bautista a los colonos de las Islas Canarias, recién llegados a Coahuila, para que los protegiera hasta llegar a San Antonio, donde debían formar la primera colonia española.

#### Expedición de la Garza-Falcón
En 1735 formó parte de la expedición del gobernador de la provincia, Blas de la Garza Falcón, en su viaje por el río Grande, donde buscaban el lugar preciso para establecer un nuevo presidio. En 1737, Múzquiz recibió una solicitud para participar en el juicio contra el recién exgobernador de Texas Carlos Benites Franquis de Lugo, quien fue enjuiciado en San Juan Bautista, declarando en su contra. Durante la misma época, tuvo que servir como oficial de una misión de Coahuila en desarrollo, la de San Francisco Vizarrón, reemplazando al gobernador de la provincia Clemente de la Garza Falcón, hijo de Blas de la Garza.   
En octubre de 1737 participó en una audiencia, esta vez en el papel de juez, celebrada con respecto a las denuncias dirigidas a las misiones de San Juan Bautista, las cuales no habían pagado los diezmos las cuales, por ley, debían haber pagado.

## Muerte y sucesión

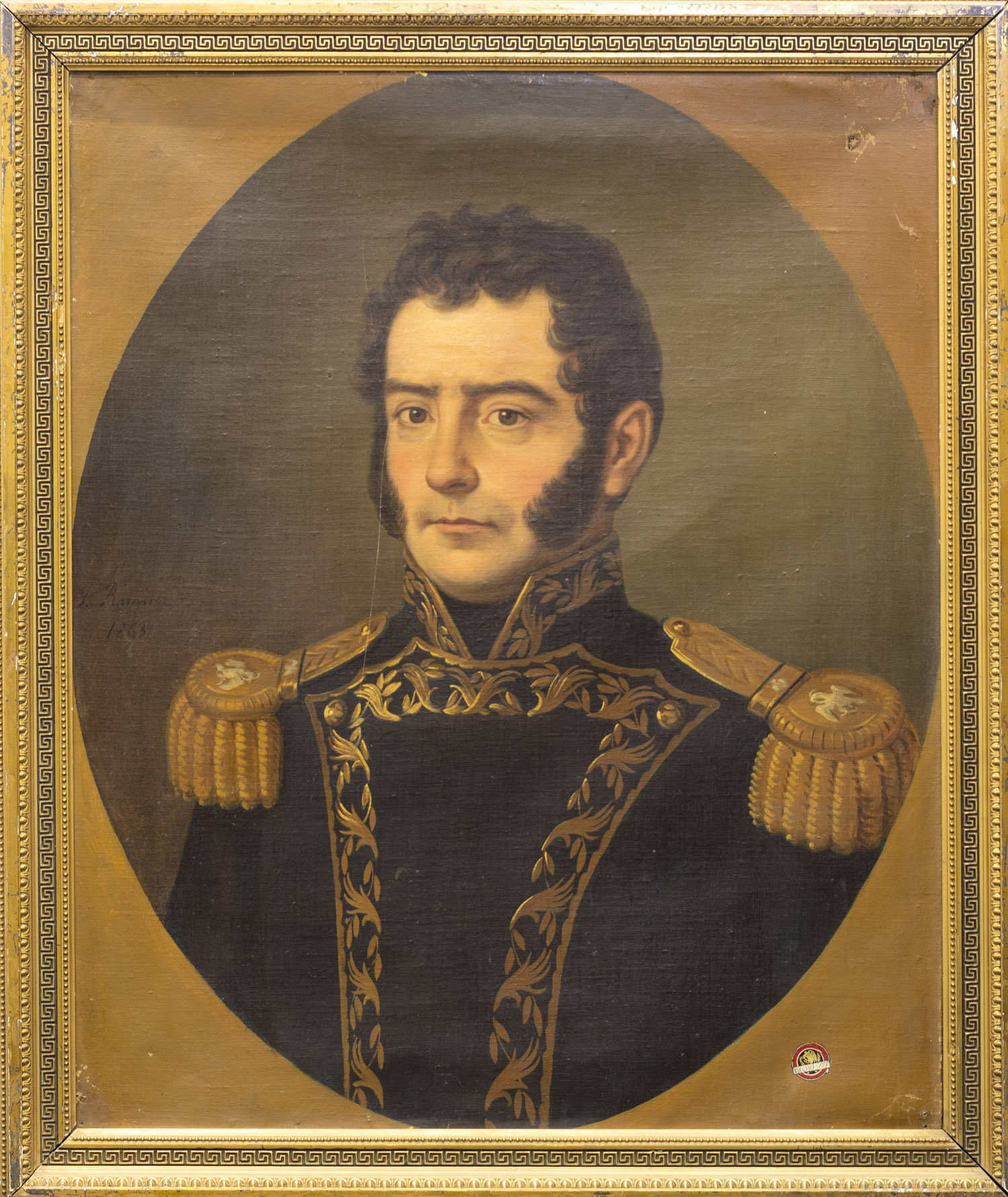
Retrato del general Melchor Múzquiz, 5º presidente de México

Sin embargo, Múzquiz no pudo ver la resolución del conflicto porque murió en 1738, mientras esta aún se desarrollaba. Así, fue sucedido en la comandancia por don José Hernández de Montemayor, quien se había desempeñado como su teniente a cargo de las tropas del presidio en la expedición de Berroterán.

## Matrimonio y descendencia
Casó con Ramona Aldonza Martínez-Guajardo Guerra a finales del siglo XVII y con Francisca Javiera Flores de Valdés Bosque en 1704.
Con la primera tuvo un solo hijo:  José Miguel Ecay-Múzquiz Martínez-Guajardo, nacido en 1698. Con la segunda tuvo una familia numerosa:
- María Rosa Ecay-Múzquiz Flores de Valdés, nacida en 1708
- Isabel Ecay-Múzquiz Flores de Valdés, nacida en 1710
- Francisca Javiera Ecay-Múzquiz Flores de Valdés, nacida en 1711
- María Gertrudis Ecay-Múzquiz Flores de Valdés, nacida en 1713
- María Josefa Ecay-Múzquiz Flores de Valdés, nacida en 1715
- Melchora Ecay-Múzquiz Flores de Valdés, nacida en 1717
- Francisco Joaquín Ecay-Múzquiz Flores de Valdés, nacido en 1719
- Pedro José Ecay-Múzquiz Flores de Valdés, nacido en 1722
- Ana María Ecay-Múzquiz Flores de Valdés, nacida en 1726

- Se desconoce si José Joaquín de Ecay-Múzquiz y Vera, teniente de la armada española, era también hijo suyo[2] o su hermano.[1]